# Josep Piqué i Tetas
Josep Piqué i Tetas (Vilanova i la Geltrú, 1 d'agost de 1928 - setembre de 2017) fou un polític català, pare de Josep Piqué i Camps. Treballà com a gerent de Cotesua SA, filial de SEAT a Vilanova. Adepte al franquisme, però considerat independent, fou president local de la Confederació Nacional del Sindicat de Transport i vocal del Consejo Económico-Social a Vilanova. El 1973 fou elegit regidor de Vilanova i la Geltrú pel terç corporatiu i fou nomenat 5è tinent d'alcalde. El febrer de 1976 fou proclamat alcalde seguint el programa reformista impulsat per Manuel Fraga Iribarne, i aprofità el seu càrrec per a demanar amnistia política; el seu discurs d'investidura fou el primer des de 1939 pronunciat en català. Va dimitir el 1979, poc abans de les eleccions municipals de 1979, en les que es presentà dins les llistes de la Unió de Centre Democràtic (UCD), perdent davant Jaume Casanovas i Escussol del PSC. No es presentà a les eleccions de 1983, i abandonà la vida política, tot i que més endavant tancà les llistes del Partit Popular a les eleccions municipals de Vilanova i la Geltrú. El 1991 fou un dels fundadors de l'ADEG, la qual presidí fins al 1997.